# Antoni Willem Hartman

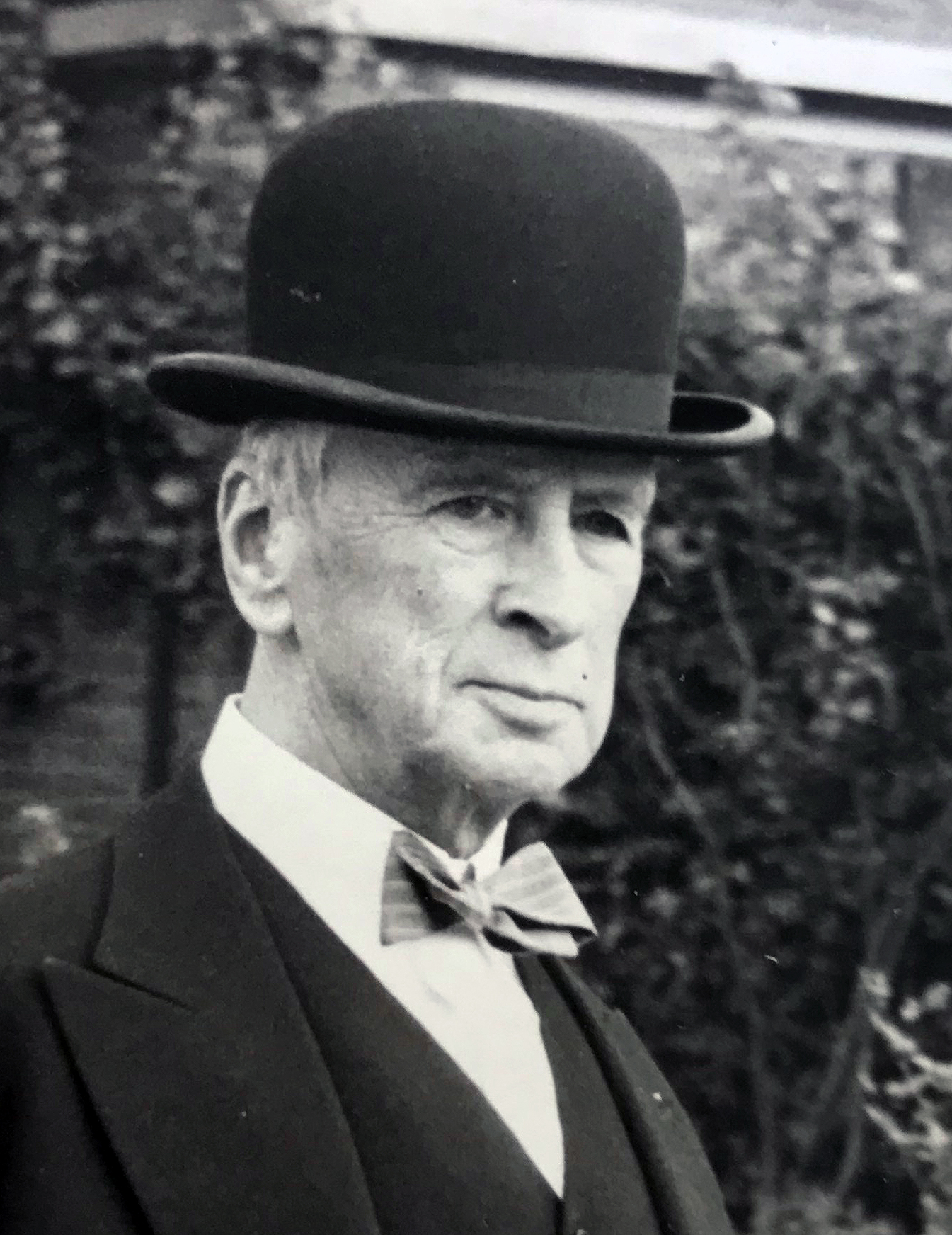
Antoni Willem Hartman (1878-1960)

Antoni Willem Hartman (Den Haag, 22 januari 1878 - Den Haag, 29 maart 1960) was een Nederlands advocaat, procureur en landsadvocaat te Semarang. Tevens was hij directeur van de Cultuur Maatschappij Gesiekan & Magoewo, directeur van de Maatschappij tot Exploitatie der Kendalsche Suikerfabrieken en president-commissaris van de Koloniale Bank.

## Levensloop en carrière
Antoni Willem Hartman werd geboren in Den Haag op 22 januari 1878 als zoon van Mr. Charles Marie Antoine Hartman (1834-1917) en Wibbina de Balbian van Doorn (1839-1923). Hij studeerde vanaf 1898 rechtswetenschappen aan de Universiteit Leiden en was aldaar in 1901 praeses van het Collegium Leidsch Studenten Corps. Mede doordat Hartman in die rol als eerste de hand hield aan het recent aangenomen reglement omtrent de groentijd kon de 'drinkdwang' verdwijnen. Kort na zijn huwelijk in 1902 reisde hij naar Nederlands-Indië en kreeg aldaar diverse betrekkingen bij het departement van justitie en de rechterlijke macht op Java. Vanaf 1906 werkte hij in Semarang als advocaat en procureur. In de periode 1910-1917 was hij er landsadvocaat.
Als advocaat op Java was hij met het bestuur van suikerfabrieken in aanraking gekomen en is als jurist lang actief gebleven voor die sector en binnen de koloniale lobby. Hartman was vicevoorzitter van BENISO en trad op als voorzitter in 1932 tijdens de NIVAS onderhandelingen.
Hartman was directeur van de Cultuur Maatschappij Gesiekan & Magoewo (later: Gesiekan en Bantool), Petjangaän Cultuur, Langsee Cultuur  en was directeur van de Maatschappij tot Exploitatie der Kendalsche Suikerfabrieken (later: Beleggingmaatschappij Kendal N.V.). Hij was president-commissaris van de Koloniale Bank (later Cultuur-, Handels- en Industriebank, daarna Cultuurbank NV). Daarnaast bekleedde bij diverse commissariaten bij o.a. Wambersie & Zoon, Olveh van 1879, Cultuur Maatschappij Watoetoelis Poppoh en Maatschappij tot Exploitatie der Suikeronderneming Djatiwangi.

## Familie
Antoni Willem Hartman behoorde tot het Nederlandse geslacht Hartman dat in 1912 werd opgenomen in het Nederland's Patriciaat

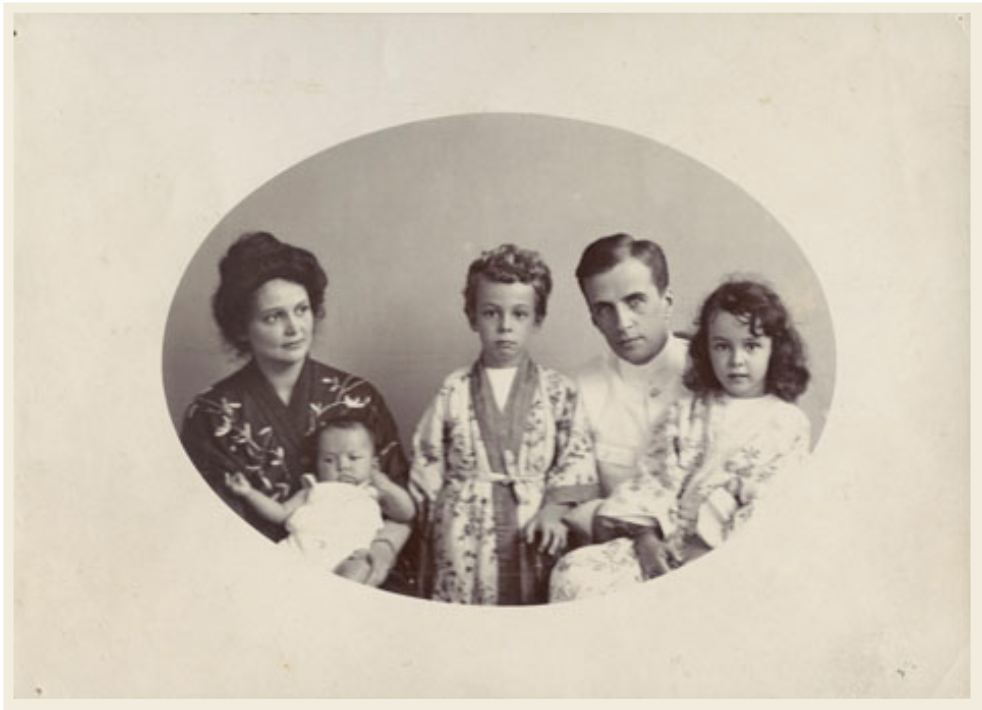
Gezin van Antoni Willem Hartman in Semarang 1910

Hartman trouwde in Schaarbeek op 12 augustus 1902 met de in Meester Cornelis geboren Cornélie Marie Engelbrecht, dochter van Eduard Alexander Engelbrecht en Justine Louise Godefroy (dochter van Pieter Johannes Godefroy). Na haar overlijden in 1950 hertrouwde Hartman in 1951 met Elisabeth Sophia Rieck. Uit het eerste huwelijk zijn in Semarang, Indonesië drie kinderen geboren; kunstschilder Wibbo Charles Justinus Eduard, kunstschilderes Justine (Juus) Louise (de moeder van Toer van Schayk) en Cornelie Marie die in 1933 trouwde met advocaat en vicepresident in de Hoge Raad Carel Henrik Telders.

## Willem van Konijnenburg

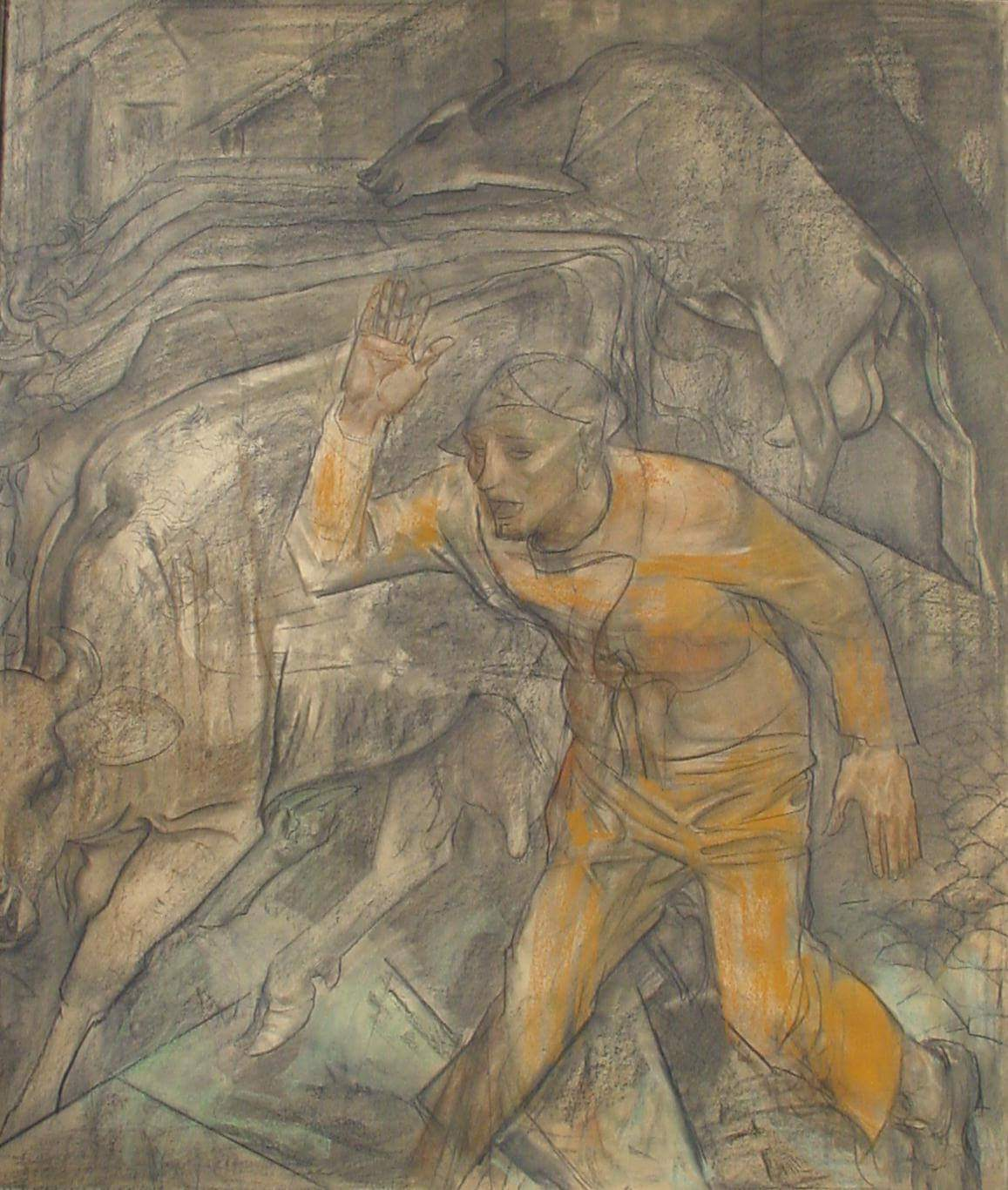
Willem van Konijnenburg. Herder 1921, krijt op papier 106 x 90. Particuliere collectie. Herder behoorde tot de verzameling van Mr. A.W. Hartman.

Mr. A.W. Hartman was bevriend met de Haagse kunstenaar Willem van Konijnenburg (1868-1943) van wie hij tevens werk verzamelde. Met zekerheid is te zeggen dat Zwarte zwanen (circa 1899) en Herder (1921) onderdeel zijn geweest van de verzameling. Hartman gaf werken in bruikleen voor diverse tentoonstellingen. Herder is getoond in Amsterdam (1922), Haarlem (1924), Parijs (1926) en Den Haag (1926-1927). Zwarte zwanen is te zien geweest in Den Haag (1941), Amsterdam (1941) en Eindhoven (1941-1942). Mr. A.W. Hartman was één van de gasten tijdens de diners die Willem van Konijnenburg en zijn vrouw Netty van Konijnenburg-Kempers thuis organiseerden. Deze diners 'van koninklijke allure' waren bestemd voor de inner circle van de Van Konijnenburgen. Tijdens de begrafenis van Willem van Konijnenburg op 4 maart 1943 sprak Mr. A.W. Hartman een grafrede uit. Hierin zei hij onder andere: 'Gezeten aan zijn disch, bij 't zachte licht van zijn traditioneele hooge kaarsen, met Willems eigen prachtige werken aan de wand, omgeven van de oude tinten van behang, gordijnen en plafond, en met Willem zelf als gastheer aan het hoofd van de tafel, ... wie onzer waande zich niet in een paleis, .... geen van stoffelijke rijkdom ...., maar een paleis als uit een droom, aan den disch van een koning, .... geen gekroonde ...., maar een die er werkelijk een was.' (RKD archief Willem van Konijnenburg).

## Onderscheidingen
Hartman is onderscheiden als ridder in de Orde van de Nederlandse Leeuw.